# Trina Parks
 Trina Parks, née le 26 décembre 1947 à Brooklyn (New York), est une actrice américaine.

## Biographie
Née à Brooklyn, Trina Parks étudie la dance moderne au New York High of Performing Arts. Son père jouait du saxophone dans l'orchestre de Duke Ellington et de Cab Calloway. Elle a eu sa propre revue de danse à Los Angeles dans les années 1970.
Les producteurs du film de James Bond recherchaient une danseuse qui connaissait aussi le karaté, et elle a été retenue lors du casting pour le rôle de "perle noire". C'est la première James Bond girl d'origine afro-américaine. Elle a participé à la création d'une scène dans le film Les diamants sont éternels, ce qui lui a ouvert par la suite d'autres opportunités en particulier à la télévision et à Broadway.

## Filmographie
| Année | Film                              | Rôles       |
| ----- | --------------------------------- | ----------- |
| 1970  | L'Insurgé (The Great White Hope)  |             |
| 1971  | Les diamants sont éternels        | Perle Noire |
| 1975  | Darktown Strutters                | Syreena     |
| 1976  | The Muthers                       | Marcie      |
| 1980  | Les Blues Brothers                |             |
| 2012  | Immortal Kiss: Queen of the Night |             |

### Télévision
- Night Gallery, épisode The Phantom Farmhouse
- McCoy - NBC
- Dick Shawn Special  - CBS
- The Hollywood Palace - NBC
- French composer Michel Legrand Special - Featured dancer - Paris TV
- Dionne Warwick Special - - CBS
- Telly Savalas Special -  - CBS

### Théâtre
(mai 2020).
- The Selling of the President
- Her First Roman
- The Emperor Jones - Principal - NY & European Tour, with James Earl Jones
- The Great White Hope with James Earl Jones
- Bittersweet - Principal - Long Beach C.L. Opera, with Shirley Jones
- More Than You Deserve - Principal - NY Shakespeare Festival, with Fred Gwynne
- They're Playing Our Song - Principal - Grand Dinner Theatre, with Joanne Worley
- House of Flowers '92 - Principal - East Coast Tour, with Patti LaBelle
- In Dahomey - New Federal Theatre at the Harry De Jur Playhouse, New York
- Sophisticated Ladies - Starring - US Tour
- National Tai Pai Theatre - Guest Soloist - European Concert
- Changes - Principal - Theatre de Lys
- Ovid's Metamorphoses - Principal - Mark Taper Forum, Los Angeles
- Catch a Rising Star
- Bread, Beans and Things - Co-Star - Aquarius Theatre, Los Angeles
- Black Ballet Jazz - Guest Artist - European Tour
- Black Diamonds - Guest Artist - John Houston Theatre
- I Don't Want to Cry No More
- Deux Anges Sont Venus - Guest Artist - Théâtre de Paris
- Sights and Sounds at Carnegie Hall
- Eleo Pomare Dance Company - Guest Artist
- Tribute to Sammy Davis Jr. - New York
- Trina's Tribute to Duke Ellington - One-Person Show
- The Fabulous Palm Springs Follies - 6 years[3]